# میهو فوکوموتو
میهو فوکوموتو (ژاپنی: 福元 美穂؛ زادهٔ ۲ اکتبر ۱۹۸۳) بازیکن فوتبال اهل ژاپن است.
از باشگاه‌هایی که در آن بازی کرده‌است می‌توان به باشگاه فوتبال اوکایاما یونوگو بل اشاره کرد.
وی همچنین در تیم‌های ملی فوتبال زیر ۲۰ سال زنان ژاپن و زنان ژاپن بازی کرده‌است.